# Walter William Skeat
Walter William Skeat (21. november 1835 i London - 6. oktober 1912) var en engelsk sprogforsker.
Han var først præst og en kort tid docent i matematik, men blev 1878 professor i angelsachsisk ved Universitetet i Cambridge. Skeat har arbejdet med utrættelig iver for at udbrede og uddybe kendskabet til ældre engelsk sprog og litteratur, blandt andet ved talrige udgaver af ældre skrifter, for eksempel The Vision of William concerning Piers the Plowman (1867—84), Havelok the Dane (1868, 1903), John Barbours Bruce (1870—89), Ælfric’s Lives of Saints (1882—98), The Kings Quair, by King James I (1884), og den monumentale udgave af Chaucers Complete Works (6 bind, 1894, med et tillægsbind Chaucerian Pieces, 1897). Desuden har han indlagt sig store fortjenester ved undersøgelser om engelsk etymologi, se navnlig hans store Etymological Dictionary of the English Language (1881, 3. udgave 1902), Principles of English Etymology (2 bind, 1887 og 1891), A Student’s Pastime (1896), Notes on English Etymology (1901). I slutningen af sit liv gav han sig særligt af med stednavnsforskning og skrev om stednavnene i flere engelske grevskaber, Cambridgeshire, Huntingdonshire, Hertfordshire, Bedfordshire og Berkshire.